# NGC 569
NGC 569 je galaksija u zviježđu Ribe.

## Vanjske poveznice
- SEDS: NGC 0569